# Inga Gauter

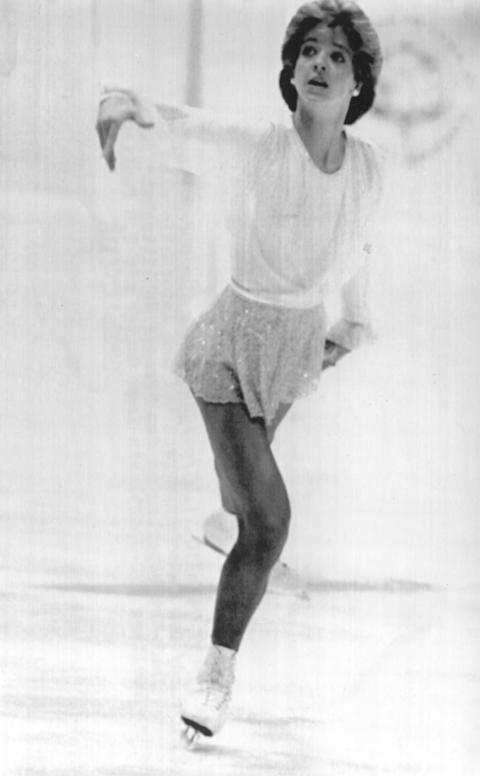
Inga Gauter, 10. November 1985

Inga Gauter (* 7. Dezember 1970) ist eine ehemalige deutsche Eiskunstläuferin, die für den TSC Berlin im Einzellauf startete. Für die DDR nahm sie zweimal an den Juniorenweltmeisterschaften teil. Inga Gauter wurde 1986 DDR-Juniorenmeisterin und 1987 DDR-Vizemeisterin nach Katarina Witt. Ihre Trainerin war Viola Striegler.
Sie siegte für den DDR-Eislaufverband am 10. November 1985. Die Damenkonkurrenz bei den internationalen Eiskunstlauf-Wettbewerben um den „Prager Schlittschuh“ gewann die Berliner TSC-Sportlerin Inga Gauter mit 2,8 Punkten.
| Personendaten    | Personendaten             |
| ---------------- | ------------------------- |
| NAME             | Gauter, Inga              |
| KURZBESCHREIBUNG | deutsche Eiskunstläuferin |
| GEBURTSDATUM     | 7. Dezember 1970          |